# Trillo (Guadalajara)
Trillo es un municipio y localidad española de la provincia de Guadalajara, en la comunidad autónoma de Castilla-La Mancha. Se encuentra a orillas del río Tajo, en la comarca de La Alcarria. El término municipal tiene una población de 1396 habitantes (INE 2024) e incluye, además de la localidad homónima, los núcleos de Azañón, Morillejo, La Puerta y Viana de Mondéjar.

## Símbolos
El escudo heráldico municipal fue aprobado el 19 de julio de 1989 con el siguiente blasón:

Primero de gules, un castillo de oro, almenado y mazonado de sable, sostenido de un monte de oro. Segundo, de azur, sobre ondas de plata y azur, un puente de plata con un solo ojo, mazonado de sable. Al timbre corona real cerrada.
Diario Oficial de Castilla-La Mancha nº 32 de 26 de julio de 1989

## Situación

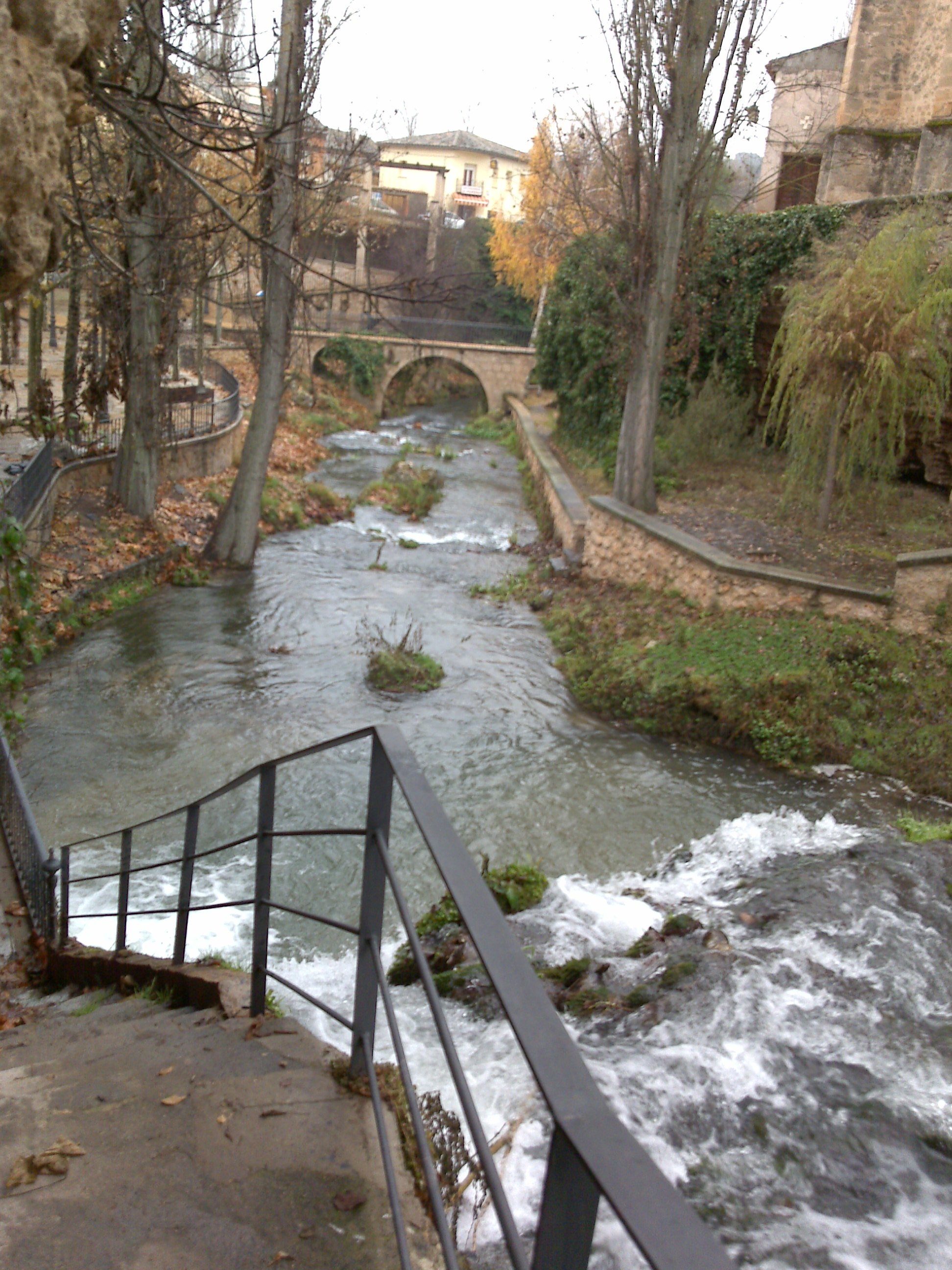
Río Cifuentes a su paso por Trillo

El municipio de Trillo se encuentra en la zona central de la provincia de Guadalajara, a 81 km de la capital provincial y a 136 km de Madrid. El término municipal, bañado por los ríos Tajo y Cifuentes, cuenta con pinares, además de montes de encina y roble.
En el término municipal se encuentran las llamadas «Tetas de Viana», montes gemelos en la localidad de Viana de Mondéjar y referencia geográfica de La Alcarria. En 2006 las Tetas y su entorno fueron declaradas Monumento Natural por la Junta de Comunidades de Castilla-La Mancha.

## Historia
En época romana Trillo ya era una población conocida, situada en la región fronteriza entre Carpetania y Celtiberia. Su poblamiento se consolidó tras la Reconquista a finales del siglo XI, durante el reinado de Alfonso VI el Bravo. Desde entonces pasó a formar parte del Común de la Villa y Tierra de Atienza, rigiéndose por su fuero.
En 1325 el infante Don Juan Manuel hizo construir el castillo, cuyas ruinas coronan el núcleo. A mediados del siglo XV pasó a la jurisdicción de los condes de Cifuentes. En 1630 Trillo fue declarada villa con jurisdicción propia.
En el siglo XVI se construyeron las iglesias de Trillo, Azañón y Morillejo. Durante siglos fue una próspera villa y en 1580 su población alcanzaba los 320 habitantes, según el censo realizado en tiempos de Felipe II. Su decadencia llegó a principios del siglo XVIII con la guerra de sucesión española. Se talaron montes y plantíos, se destruyeron ganados y colmenas y fueron quemadas más de doscientas casas. Esto provocó un drástico descenso de su población, que pasó de 1752 a 82 habitantes.
Hacia mediados del siglo XIX, el lugar tenía contabilizada una población de 670 habitantes. La localidad aparece descrita en el decimoquinto volumen del Diccionario geográfico-estadístico-histórico de España y sus posesiones de Ultramar de Pascual Madoz de la siguiente manera:

TRILLO: v. con ayunt. en la prov. de Guadalajara (10 leguas), part. jud. de Cifuentes (2), aud. terr. de Madrid (20), c g. de Castilla la Nueva, dióc. de Siguenza (8). sit. en la vertiente de un cerro á las márg. de los r. Tajo y Cifuentes, dividiéndola este último en 2 barrios; su clima es cálido y seco, pero muy sano; siendo las enfermedades mas comunes algunas tercianas, fiebres gástricas y dolores artríticos á causa de las humedades de los r. Tiene 160 casas; la consistorial; escuela de instruccion primaria frecuentada por 40 alumnos, dotada con 1,100 rs.; 3 fuentes de abuntes aunque gruesas aguas; una igl. parr. (la Asuncion de Ntra. Sra.) servida por un cura y un vicario, ambos de provision real ú ordinaria (según los meses en que ocurra la vacante), previa rigorosa oposicion. Confina el térm. con los de Sotoca, Azañon, Viana, Mondejar, La Puerta, Gualda, Gárgoles de Abajo y Ruguilla; dentro de él se encuentran varias fuentes, las ermitas de Ntra. Sra. del Rosario, San Juan, San Roque, San Blas y San Gregorio, y un establecimiento de baños termales, de los que se da razon en art. separado. El terreno, bañado por los indicados r., cuyos pasos facilitan un puente de piedra en cada uno, participa de quebrado, llano y valles, y es de buena calidad; comprende 2 montes poblados de encina y roble, con buenos pastos é infinidad de yerbas aromáticas y medicinales. caminos: los locales de herradura, y los de carruage, que conducen á Madrid y Brihuega. correo: se recibe y despacha en la cab. del part. por un cartero, al que, ademas de una corta retribucion, se le da un cuarto en cada carta que trae, y dos en las que lleva. prod.: trigo, cebada, avena, patatas, judias, vino, cáñamo, verduras, hortalizas, algunas frutas, leñas de combustible, y buenos pastos, con los que se mantiene ganado lanar, cabrio, vacuno, mular y asnal; hay caza de liebres, conejos y perdices; en el Cifuentes abunda la pesca de cangrejos, y en el Tajo truchas, anguilas, barbos y otros peces. ind.: la agrícola, una fáb. de papel, un molino harinero, y una fáb. de hilar estambres, propia de los señores de Reig, sit. á las márg. del Tajo, cuyas aguas son el principal agente de dicha fábrica, si bien hay en ella una caldera de vapor; en este establecimiento se hallan reunidas cuantas máquinas ha inventado el hombre para centuplicar las fuerzas, ahorrar brazos y anticiparse, si puede decirse asi, á la velocidad del tiempo; desde el lavado de la lana hasta el tinte dado al estambre, convertido en finísimo hilo, todo se halla combinado prodigiosamente, debiendo ser este establecimiento, si ya no se halla en ese caso, uno de los mejores que la industria fabril ha levantado en España, pues los propietarios no perdonan medio para ponerlo al nivel de los mas sobresalientes de Europa; ademas de los precitados artefactos, hay 8 talleres de carpintería, 4 de cerrageria, y alguno de los oficios y artes mecánicas mas indispensables; varios vecinos se dedican á la elaboracion de yeso, y otros al porteo de maderas por el Tajo hasta Aranjuez y otros puntos. comercio: esportacion del sobrante de frutos y prod. de la ind.; hay 2 tratantes en madera; 2 tiendas de comestibles, cintas, sedas, hilos y otros géneros, y otra en la que se espende chocolate, azúcar, confitería y otros artículos. pobl.: 157 vec., 670 alm. cap. prod.: 3.362,800 rs. imp.: 235,400. contr.: 17,416.
Esta pobl. que probablemente debe su origen y nombre, como su importancia, á las célebres aguas que posee es antiquísima, aunque trasladada del sitio llamado Villavieja, donde se conservan las ruinas de su existencia primitiva, en la que fue c. considerable, mencionada por Ptolomeo en la region de los carpetanos, con el nombre Thermide de donde ha venido á decirse Trillo.
(Madoz, 1849, pp. 157-158)

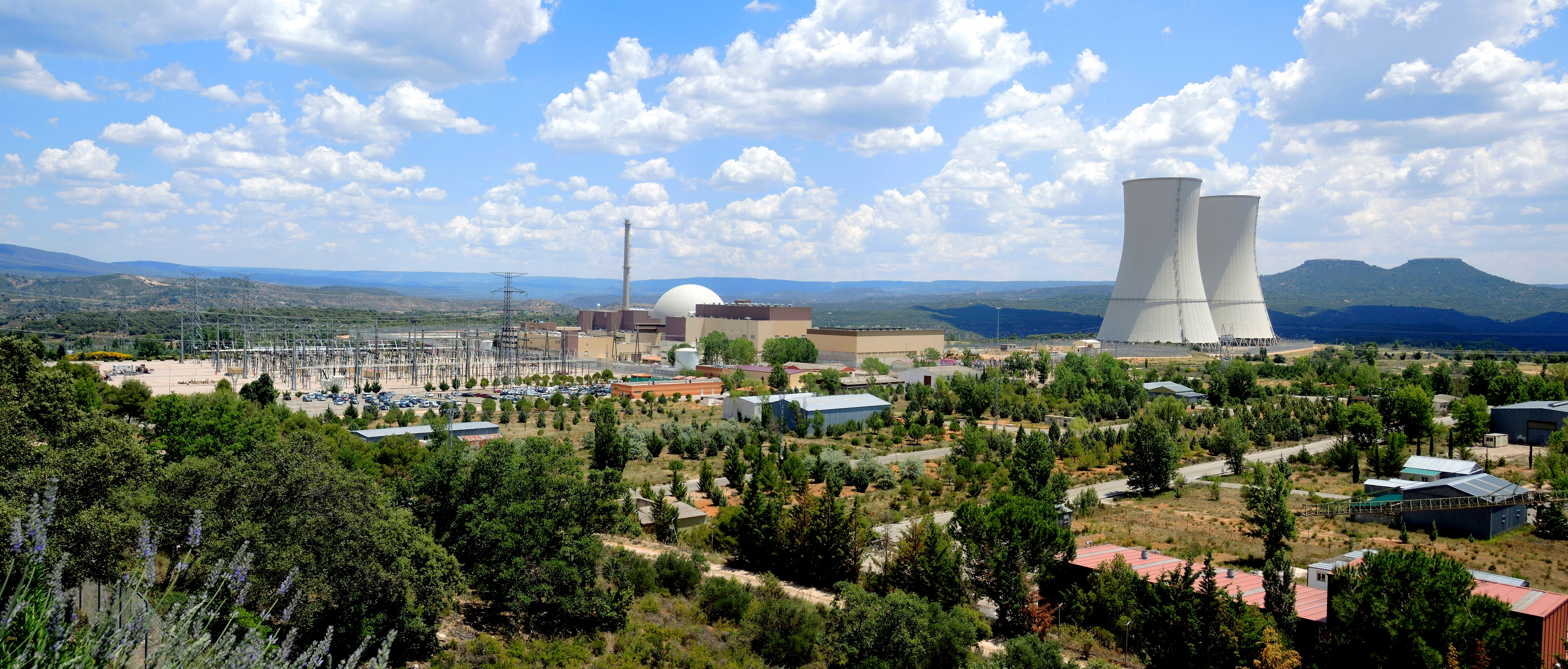
Central nuclear de Trillo. Al fondo a la derecha, detrás de las torres de refrigeración, se observan las Tetas de Viana.

Ya en el siglo XX, la construcción de la central nuclear de Trillo, inaugurada en 1987, supuso la revitalización económica del municipio. Actualmente es la central nuclear más moderna de España.

## Demografía
Trillo cuenta con una población de 1396 habitantes (INE 2024).
| Gráfica de evolución demográfica de Trillo entre 1842 y 2021 |
| |
| Población de derecho según los censos de población del INE Población de hecho según los censos de población del INEEntre el censo de 1970 y el anterior, crece el término del municipio porque incorpora a Azañón, Morillejo, La Puerta y Viana de Mondéjar |

## Patrimonio

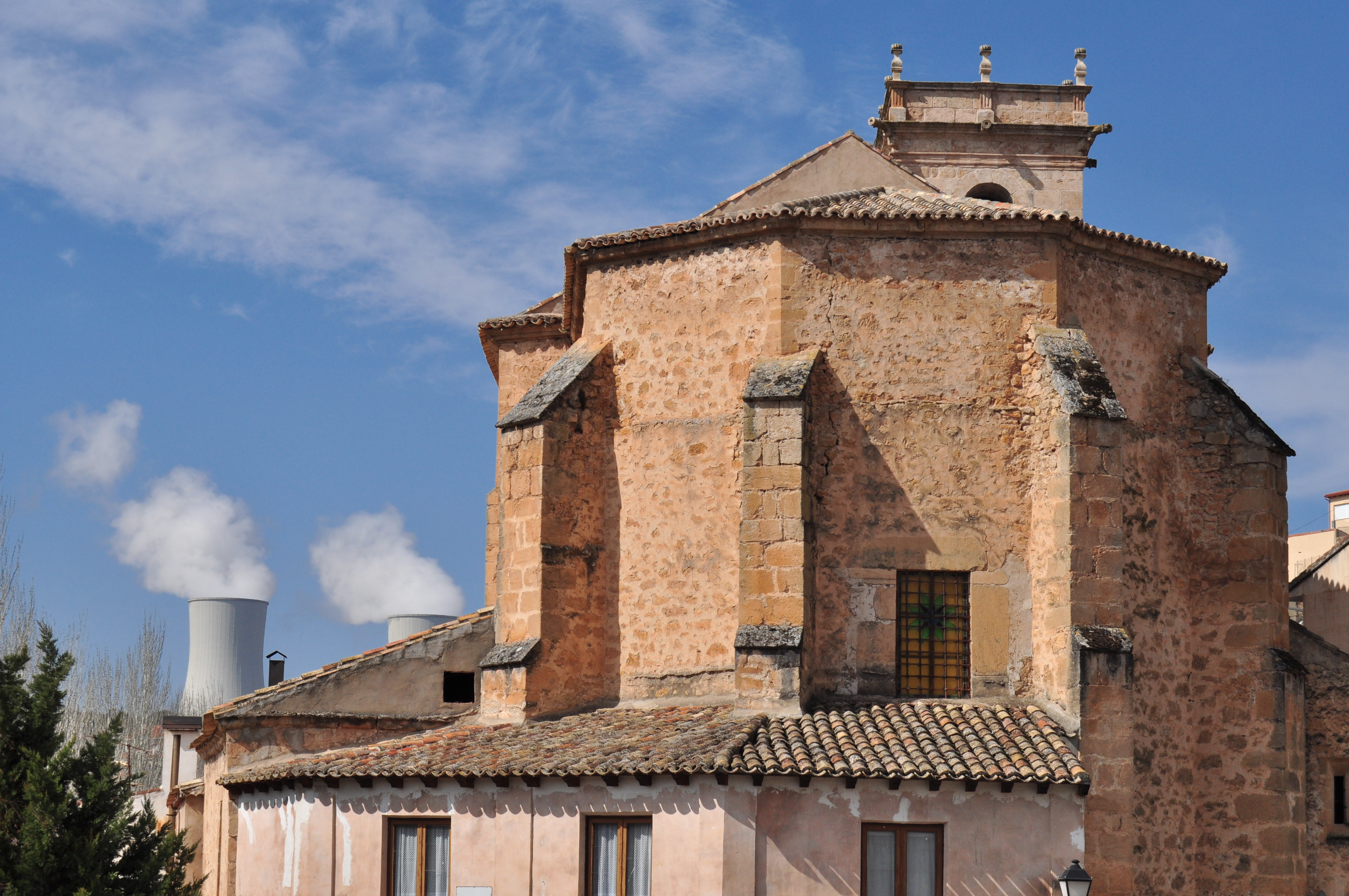
Iglesia de la Asunción en Trillo

Dentro de la capital municipal se encuentra la iglesia parroquial, bajo la advocación de la Asunción de Nuestra Señora. Se trata de una construcción de mediados del siglo XVI. El templo tiene fábrica totalmente renacentista, construido con grandes sillares de piedra arenisca. Estos forman una única nave cubierta por un artesonado de madera.

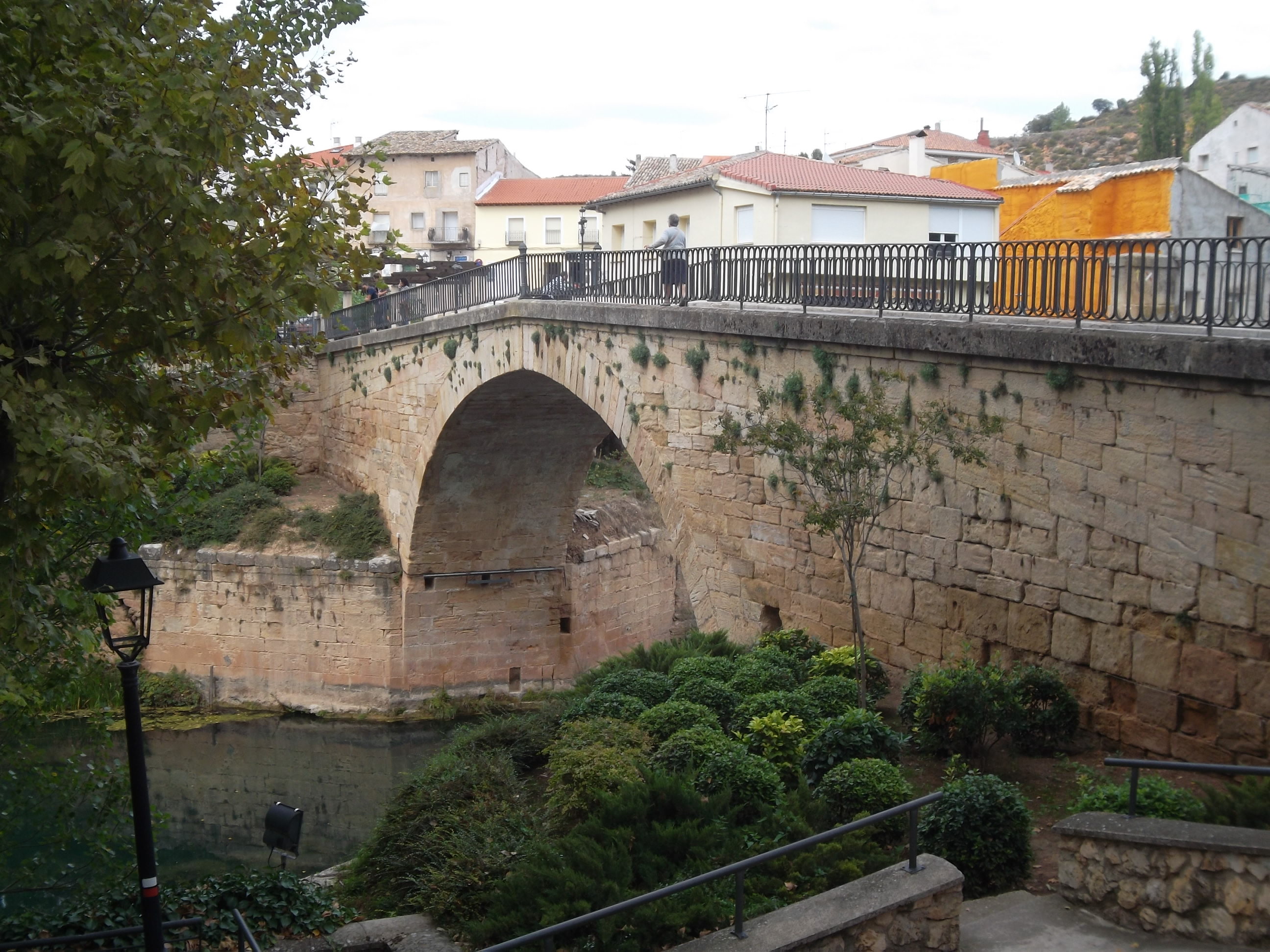
Puente sobre el Tajo en Trillo

El puente sobre el Tajo es la construcción más emblemática. Su origen se remonta a mediados del siglo XVI, aunque es posible que existiese una construcción anterior más antigua. Fue volado durante la Guerra de la Independencia Española, como figura en una inscripción en piedra. También se intentó volar en la guerra civil española, sin embargo, en dicha ocasión se consiguió evitar la demolición.
Otro edificio destacado es «La Casa de los Molinos», quizá el edificio más antiguo del pueblo. Es mencionado por primera vez en una serie de documentos de la época del reinado de Fernando IV el Emplazado (1285-1312). Asimismo, la cascada sobre el río Cifuentes constituye un paraje natural de gran atractivo.
Fuera del núcleo urbano, merece mención especial el Real Balneario de Carlos III. Las aguas termales se ubican en un valle en la margen izquierda del Tajo dos kilómetros aguas arriba del pueblo, ya conocidas en tiempos romanos. Los baños fueron inaugurados en 1778 durante el reinado de Carlos III, cuyo busto preside la entrada al balneario.
También son dignas de interés las ruinas del monasterio de Santa María de Óvila, en un amplio llano en la margen derecha del Tajo. Son accesibles desde un camino que sale desde el mismo pueblo.

## Fiestas
Las fiestas patronales de Trillo se celebran en honor de la Virgen del Campo entre el 7 y el 10 de septiembre. Entre las diversas celebraciones festivas, destaca la procesión de la Virgen el día 7, la romería a la ermita el día 8 —día de la Patrona— y las corridas de toros los días 9 y 10, así como el encierro de las reses por el campo y las calles del pueblo. El encierro llamado «Vacas por el Tajo» consiste en la saca de reses en el cauce del río Tajo, y es el evento que más personas reúne en Trillo de todo el año. Debido a la afluencia de público, desde 2008 se celebra en el mes de junio. El colectivo Guadalajara Antitaurina ha denunciado en redes esta manifestación y explican que, atendiendo a la normativa, los animales deben ser sacrificados en 24 horas.
Melchor Gaspar de Jovellanos aludió en sus Diarios a la romería tradicional de las fiestas patronales de Trillo cuando tuvo ocasión de contemplar una de estas romerías el 9 de septiembre de 1798.